# Spiele der kleinen Staaten von Europa 2007/Judo
Bei den XII. Spielen der kleinen Staaten von Europa in Monaco fanden die Judo-Wettkämpfe im Gymnase du Lycée Technique et Hôtelier de Monte Carlo statt.

## Männer

### – 60 kg
| Platz | Land | Athlet          |
| ----- | ---- | --------------- |
| 1     | MON  | Yan Siccardi    |
| 2     | CYP  | Andreas Krassas |
| 3     | LIE  | Yves Monn       |
| 3     | MLT  | Brent Law       |

Datum: 5. Juni 2007

### – 66 kg
| Platz | Land | Athlet           |
| ----- | ---- | ---------------- |
| 1     | CYP  | Charala Angelis  |
| 2     | MON  | Habib Alouache   |
| 3     | LIE  | Emanuel Moser    |
| 3     | LUX  | Chris Feiereisen |

Datum: 5. Juni 2007

### – 73 kg
| Platz | Land | Athlet              |
| ----- | ---- | ------------------- |
| 1     | MON  | Yoann Suau          |
| 2     | CYP  | Alekos Lazarou      |
| 3     | AND  | Tarik El Almi Jami  |
| 3     | ISL  | Jon Por Porarinsson |

Datum: 5. Juni 2007

### – 81 kg
| Platz | Land | Athlet                |
| ----- | ---- | --------------------- |
| 1     | ISL  | Axel ingi Jonsson     |
| 2     | CYP  | Chris Christodoulides |
| 3     | MLT  | Evgeny Ulanov         |
| 3     | MON  | Thierry Vatrican      |

Datum: 6. Juni 2007

### – 90 kg
| Platz | Land | Athlet               |
| ----- | ---- | -------------------- |
| 1     | MON  | Frank Vatan          |
| 2     | ISL  | Josep bi Porhallsson |
| 3     | LIE  | Mirko Kaiser         |

### – 100 kg
| Platz | Land | Athlet          |
| ----- | ---- | --------------- |
| 1     | MON  | Karim Slimani   |
| 2     | CYP  | Marios Andreou  |
| 3     | ISL  | Porvald Blondal |
| 3     | LUX  | Georges Simon   |

Datum: 6. Juni 2007

### + 100 kg
| Platz | Land | Athlet           |
| ----- | ---- | ---------------- |
| 1     | ISL  | Þormóður Jónsson |
| 2     | LIE  | Maik Schändler   |
| 3     | LUX  | Joé Schamine     |

## Frauen

### – 52 kg
| Platz | Land | Athlet               |
| ----- | ---- | -------------------- |
| 1     | LUX  | Marie Muller         |
| 2     | AND  | Mire Gracia Gonzalez |
| 3     | MON  | Yamina-Sara Allag    |

### – 57 kg
| Platz | Land | Athlet               |
| ----- | ---- | -------------------- |
| 1     | MLT  | Camilleri Joanna     |
| 2     | LIE  | Martina Augsburger   |
| 3     | CYP  | Marilen Dimosthenous |
| 3     | LUX  | Charlotte Arendt     |

Datum: 5. Juni 2007

### – 63 kg
| Platz | Land | Athlet             |
| ----- | ---- | ------------------ |
| 1     | MLT  | Marcon Bezzina     |
| 2     | AND  | Laura Salles Lopez |
| 3     | MON  | Laura de Menech    |

### – 70 kg
| Platz | Land | Athlet               |
| ----- | ---- | -------------------- |
| 1     | ISL  | Anna s Vikingsdottir |
| 2     | LUX  | Lynn Mossong         |
| 3     | MON  | Anne-Laure Bonnet    |